# Шассиньё
Шассинье (фр. Chassignieu) — коммуна во Франции, находится в регионе Рона — Альпы. Департамент коммуны — Изер. Входит в состав кантона Вирьё. Округ коммуны — Лабртур-дю-Пен.
Код INSEE коммуны — 38089. Население коммуны на 1999 год составляло 192 человека. Населённый пункт находится на высоте от 373 до 607 метров над уровнем моря. Муниципалитет расположен на расстоянии около 450 км юго-восточнее Парижа, 60 км юго-восточнее Лиона, 39 км северо-западнее Гренобля. Мэр коммуны — Franck Jacquier, мандат действует на протяжении 2008—2014 гг.
Динамика населения (INSEE):